# ギヨーム3世 (ヌヴェール伯)
ギヨーム3世（フランス語：Guillaume III, 1107年ごろ - 1161年11月21日）は、ヌヴェール伯、オセール伯およびトネール伯（在位：1148年 - 1161年）。オセールで生まれた。

## 生涯
ギヨーム3世はヌヴェール伯ギヨーム2世とアデライードの息子として生まれた。母アデライードの出自は不明である。
弟ルノー・ド・ヌヴェールは、第2回十字軍に参加していた1148年に亡くなるまでトネール伯をつとめた。もう一人の弟ロベール・ド・ヌヴェールは、1134年の特許状にのみ記されている。また、妹アンヌは、「ギヨーム老伯」として知られるオーヴェルニュ伯ギヨーム8世（在位：1155年 - 1182年）と結婚した。アンヌとギヨーム8世はオーヴェルニュ伯ロベール4世（在位：1182年 - 1194年）の両親であった。
ギヨーム3世は1121年と1134年の特許状に父とともに署名したと記されている。1137年9月21日、オーデリック・ヴィタリスはアンジュー伯妃マティルダとその従兄弟のイングランド王スティーブンとの対立が起こった際に、ギヨーム3世がノルマンディー公領に向かうアンジュー公ジョフロワ5世に同行したと記している。両者の対立は1135年から1154年まで続き、「無政府時代」として知られている。
ギヨーム3世はフランス王ルイ7世に従い第2回十字軍に参加した。1148年8月21日に父が亡くなり、ギヨーム3世がヌヴェール伯位およびオセール伯位を継承した。また、ほぼ同じ時期に亡くなった弟より、トネール伯位も継承したとみられる。

## 結婚と子女
ギヨーム3世はケルンテン公エンゲルベルトとウタ・フォン・パッサウの娘イダ・フォン・シュポンハイムと結婚した。2人の間には少なくとも5子が生まれた。
- ギヨーム4世（1130年頃 - 1168年） - ヌヴェール伯[2]
- ギー（1175年没） - ヌヴェール伯[2]
- ルノー - 第3回十字軍においてアッコ包囲戦で戦死した[2]
- アデライード - ジョワニー伯ルノー4世と結婚[2]
- エルマンガルド[2]